# (300049) 2006 UB142
(300049) 2006 UB142 es un asteroide perteneciente al cinturón de asteroides, descubierto el 19 de octubre de 2006 por el equipo del Spacewatch desde el Observatorio Nacional de Kitt Peak, Arizona, Estados Unidos.

## Designación y nombre
Designado provisionalmente como 2006 UB142.

## Características orbitales
2006 UB142 está situado a una distancia media del Sol de 3,123 ua, pudiendo alejarse hasta 3,439 ua y acercarse hasta 2,808 ua. Su excentricidad es 0,101 y la inclinación orbital 9,631 grados. Emplea 2016,57 días en completar una órbita alrededor del Sol.

## Características físicas
La magnitud absoluta de 2006 UB142 es 16,4.